# Washington State Route 8

Mapa silnice.

Washington State Route 8 je 33 kilometrů dlouhá státní silnice v okresech Grays Harbor a Thurston, v americkém státě Washington, která vede od silnice U.S. Route 12 ve městě Elma k silnici U.S. Route 101 asi deset kilometrů severozápadně od hlavního města státu, Olympie. Západně od města McCleary prochází křižovatkou s Washington State Route 108, která je jedinou státní silnicí, se kterou „osmička“ křižuje, a slouží jako spojka mezi Elmou a Olympií. Každý den ji využije v průměru více než 17 tisíc řidičů.

## Popis cesty
Washington State Route 8 začíná na křižovatce s U.S. Route 12 v Elmě, odkud pokračuje severovýchodním směrem, po směru řeky Chehalis, kterou dvakrát přemostí, než západně od McCleary křižuje s Washington State Route 108, která vede severovýchodním směrem do centra města a do Indiánské obce Kamilche. Jižně od města McCleary se nachází také částečně čtyřlístková křižovatka s ulicí Mox Chehalis Road, která spojuje McCleary s Malonem. „Osmička“ pokračuje na východ, kde vytváří severní hranici státního lesa Capitol a proudí jen kousek od jezera Summit Lake. Chvíli poté zaniká na křižovatce s U.S. Route 101.

## Historie
9. června 2007 se na silnici odehrál požár cisternového nákladního automobilu s 38 tisíci litry paliva poté, co se srazil s jiným vozidlem. Silnice musela být na několik hodin uzavřena kromě jednoho pruhu směřujícího na západ, který ale pracovníci používali k odstranění paliva z půdy pod silnicí. V roce 2010 chce Ministerstvo dopravy státu Washington přestavět sloupy držící meziúrovňovou křižovatku s U.S. Route 101, aby se zabránilo selhání v případě silného zemětřesení.